# ماريا غراهام

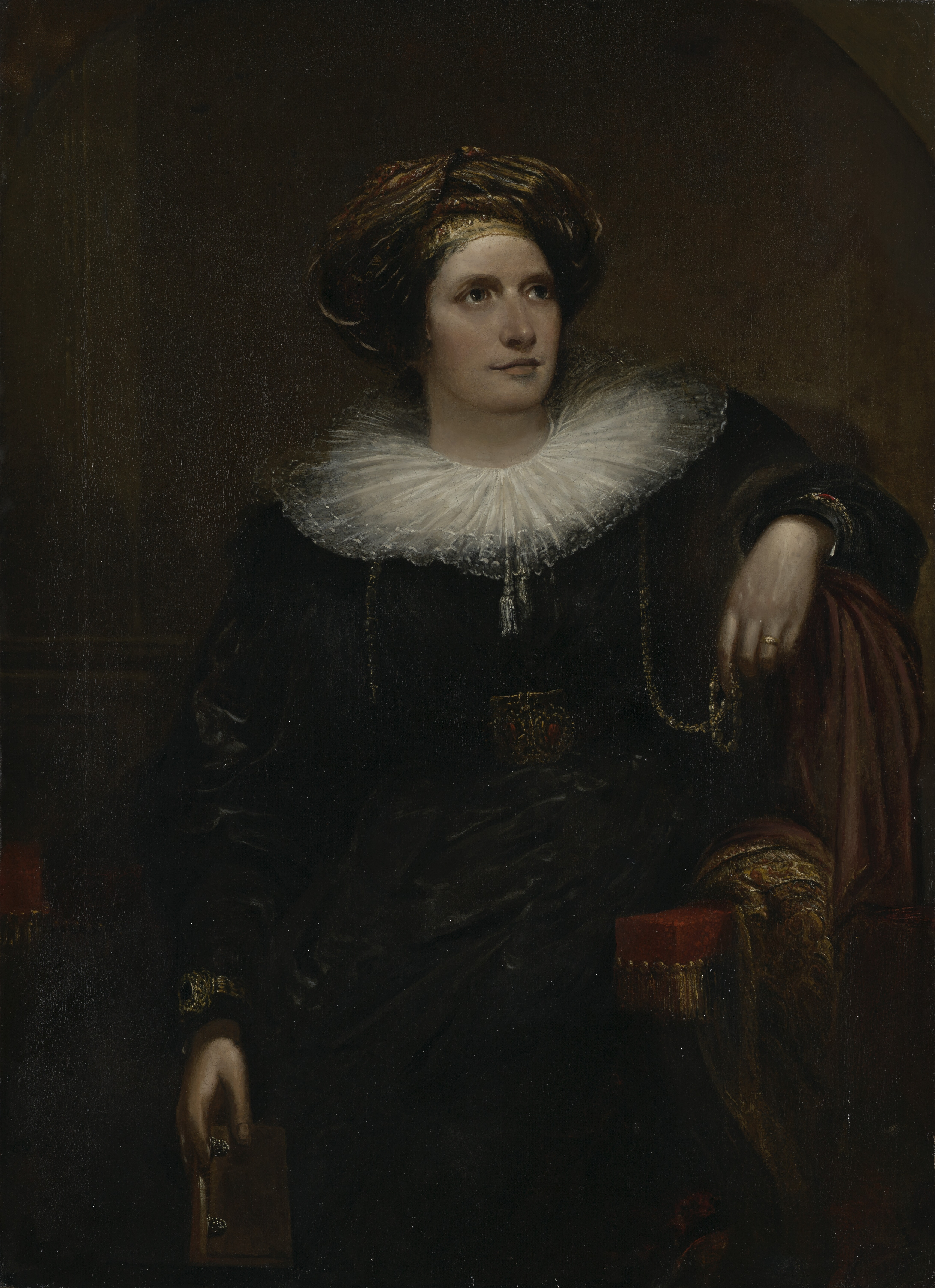
ماريا كالكوت، بورتريه رسمه زوجها الثاني أوغسطس وول كالكوت.

ماريا غراهام (بالإنجليزية: Maria Graham)‏ (née Dundas; 19 حزيران 1785 – 21 تشرين الثاني 1842), عرفت لاحقاً بلقب ليدي كالكوت، كانت كاتبة بريطانية تخصصت في أدب الأطفال وأدب الرحلات والرسم التوضيحي.

## نشأتها وحياتها
ولدت ماريا بالقرب من كوكرماوث في كومبرلاند باسم ماريا دونداس، لم ترَ والدها كثيراً خلال طفولتها ومراهقتها، إذ كان الوالد جورج دانداس (1756-1814) ضابطاً بحرياً شهد العديد من الأحداث بوصفه قائد الفرقاطة إتش إم إس جونو بين عامي 1798 و1802. عام 1803 تسلّم قيادة الفرقاطة إتش إم إس إليفانت التي كانت تحت قيادة هوراشيو نيلسون خلال معركة كوبنهاجن عام 1801، فقادها إلى جامايكا للمشاركة في دوريات البحر الكاريبي حتى عام 1806.
عام 1808، انتهت سنوات معاركه البحرية فتولى عمله رئيساً للأعمال البحرية في حوض بناء السفن التابع لشركة الهند الشرقية في مومباي. عندما انتقل إلى الهند، رافقته ابنته الشابة ماريا ذات الثلاثة والعشرين عاماً. خلال هذه الرحلة الطويلة، وقعت ماريا دونداس في حبّ ضابط بحرية اسكتلندي شاب، هو توماس غراهام، فتزوجا عام 1809 في الهند.
عام 1811، عاد الزوجان إلى إنجلترا، حيث نشرت أول كتبها «رحلة إقامة في الهند» تبعه كتابتها الثاني بعد فترة قصيرة وهو «رسائل إلى الهند». بعد عدة سنوات، عُيّن والدها مفوضاً في البحرية في كيب تاون، حيث توفي عام 1814 عن عمر 58 عاماً.

## أرملة في تشيلي
مثل زوجات ضباط البحرية الأخريات، قضت ماريا عدة سنوات قريبة من الشاطئ، ونادراً ما كانت ترى زوجها. عاشت معظم هذه الفترة في لندن. في حين قضت زوجات ضباط أخريات وقتهن في الأعمال المنزلية، عملت ماريا مترجمة ومحررة كتب. عام 1819، عاشت في إيطاليا بعض الوقت، حيث ألّفت كتابها «ثلاثة أشهر مرت في الجبال شرقيّ روما خلال عام 1819». وحيث أنها كانت مهتمّة جداً بالفنون، ألّفت كتاباً عن رسام الباروك الفرنسي نيكولا بوسان بعنوان «مذكرات حياة نيكولا بوسان» وذلك عام 1820.

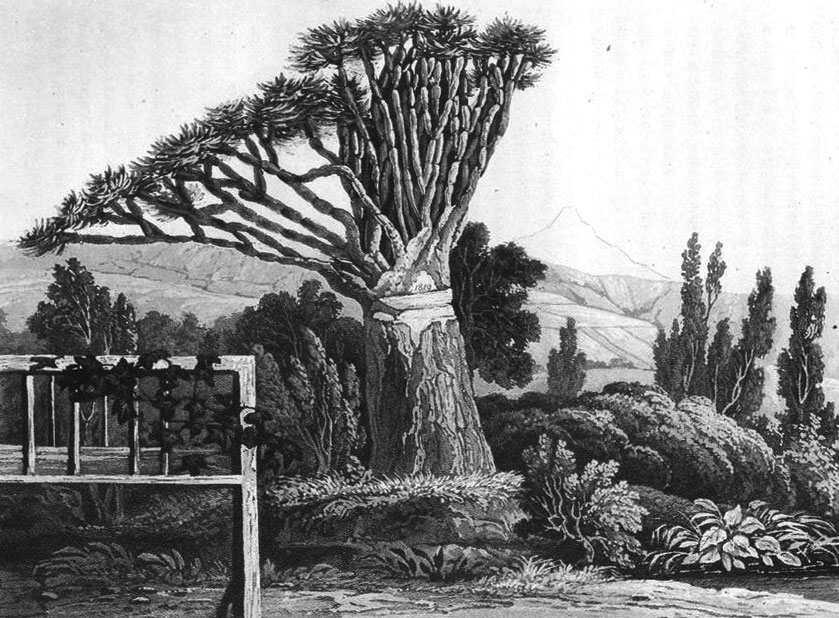
شجرة التنين وقمة تيناريف. إحدى رسمات ماريا كالكوت في كتابها "نشرة رحلة إلى البرازيل، وقد نشر عام 1824

عام 1821، دعيت ماري غراهام لمرافقة زوجها على متن السفينة إتش إم إس دوريس، وهي فرقاطة ذات 36 مدفع كانت تحت قيادته. وكانت وجهة السفينة تشيلي، والغرض من الرحلة حماية المصالح التجارية البريطانية في المنطقة. في نيسان (أبريل) عام 1822، وبعد أن دارت السفينة حول كايب هورن، توفي زوجها من الحمّى؛ فوصلت السفينة إلى فالباريايسو بدون قبطان، لكن بأرملة قبطان سابق. حاول جميع الضباط الموجودين في فالباريسو مساعدة ماريا سواء كانوا إنجليز أو تشيليين أو أمريكيين، حتى أن قبطاناً أمريكياً عرض أن يبحر بها عودةً إلى بريطانيا، لكنها كانت عازمة على الاعتماد على نفسها، فاستأجرت كوخاً صغيراً وأدارت ظهرها للمستعمرة الإنجليزية وعاشت بين التشيليين عاماً كاملاً. في وقت لاحق من عام 1822، شهدت أحد أسوأ الزلازل التي ضربت تشيلي على الإطلاق، فسجّلت أحداث تلك الكارثة بالتفصيل.

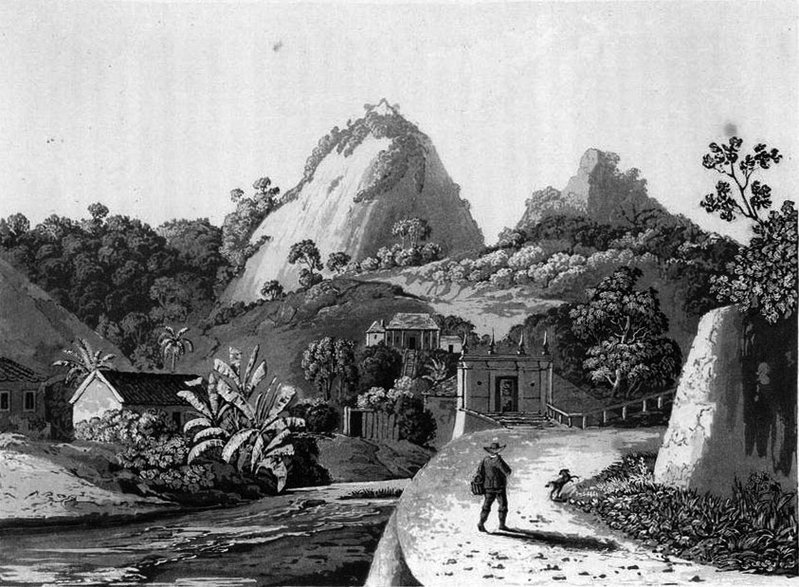
برتقال خارج ريو دي جانيرو عام 1821. رسم ماريا كالكوت في كتاب «نشرة رحلة إلى البرازيل».

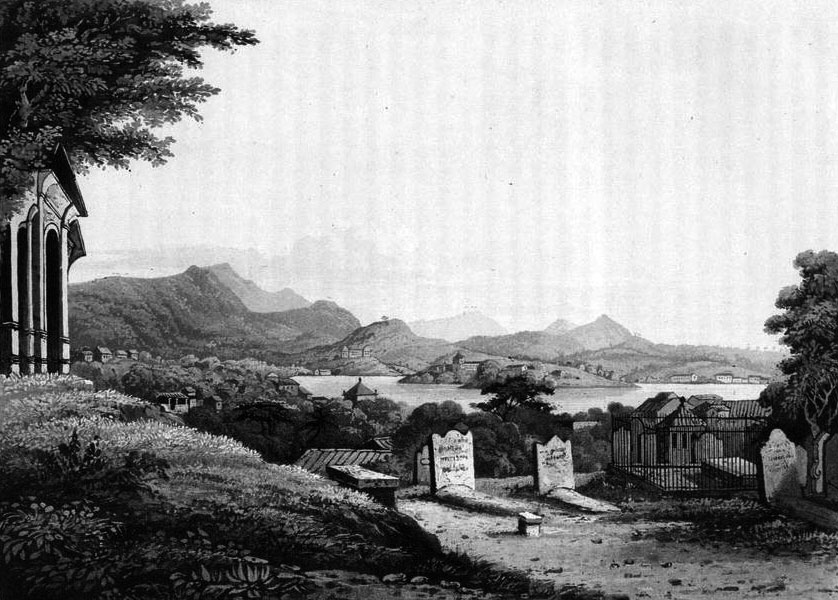
The English burial ground outside Rio de Janeiro 1823. Drawing by Maria Callcott in Journal of a Voyage to Brazil.

## الزواج الثاني
بعد عودتها إلى لندن، تعرّفت على رسام الأكاديمية الملكية للفنون أوغسطس وول كالكوت وأخيه الموسيقي جون وول كالكوت، وعلى رسامين وموسيقيين آخرين.
أصبح مسكن ماريا نقطة محورية لمثقّفي لندن أمثال الشاعر الإسكتلندي توماس كامبيل وناشر كتبها جون موراي والمؤرّخ فرانسيس بالغريف، لكن وبسبب اهتمامها الشديد ومعرفتها بالرسم جعلاها عضوة في مجتمع الرسامين أيضاً.
تزوجت ماريا غراهام من أوغسطس كالكوت في 20 شباط (فبراير) 1827. انتقل الزوجان في رحلة [[شهر عسل] امتدت لعام إلى إيطاليا وألمانيا والنمسا، حيث درسا الفن والعمارة في هذه الدول والتقيا العديد من أشهر النقّاد والكتّاب ومتذوقي الفن في ذلك الوقت.

## تكريمها عام 2008

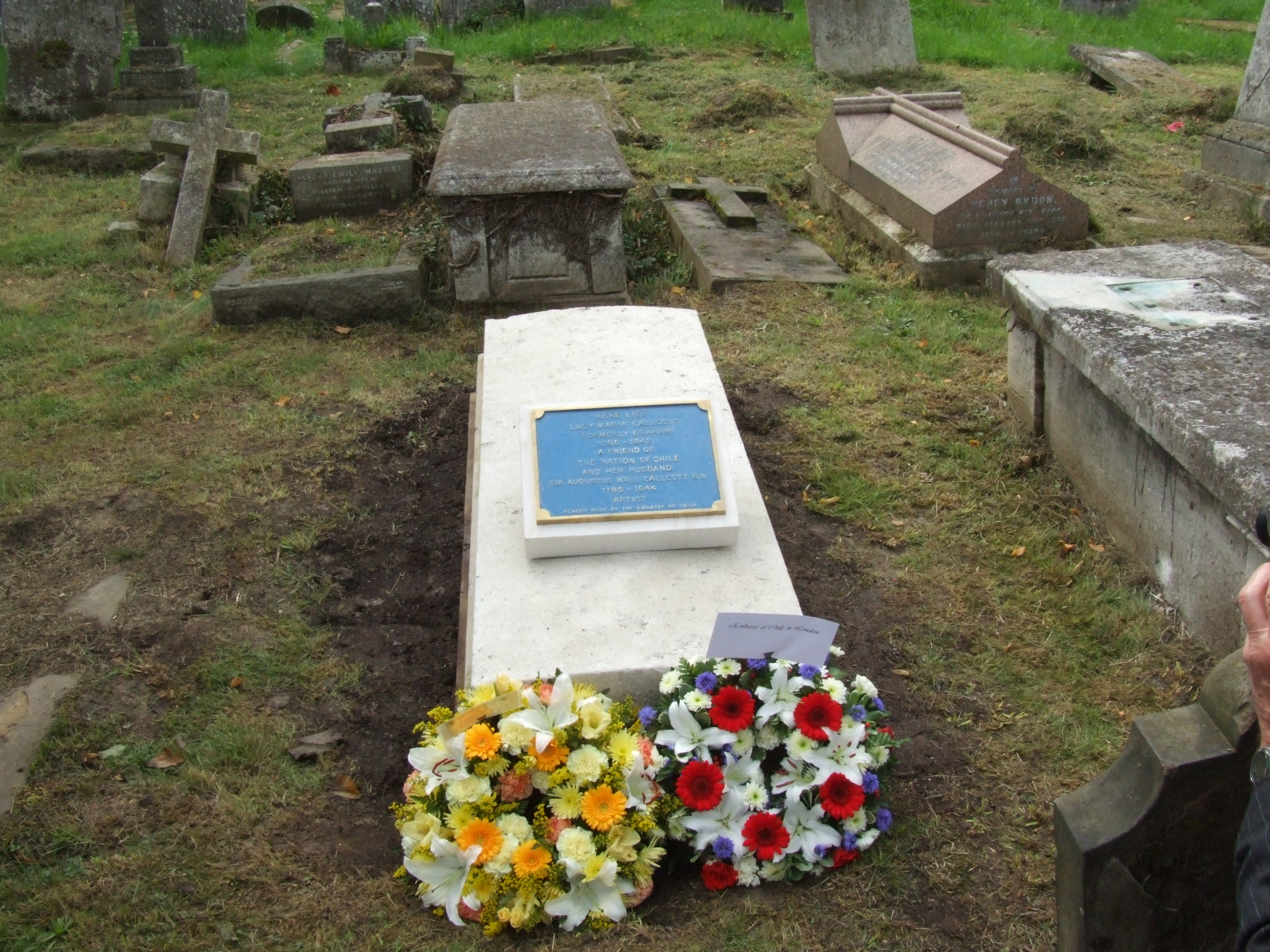
قبر ماريا غراهام في مقبرة كنسال غرين حيث رمّمته الحكومة التشيلية عام 2008.

اعترافاً بخدماتها لتشيلي، كونها إحدى أول الأشخاص الذين كتبوا عن أمّةٍ ناشئة فتية باللغة الإنجليزية، تكفّلت تشيلي بترميم قبر ماريا وأغسطس كالكوت المشترك الواقع في مقبرة كينسال غرين في لندن عام 2008.
عند انتهاء الترميم، كشف السفير التشيلي في بريطانيا رفائيل مورينو عن لوحة تذكارية في حفل أقيم في 4 أيلول (سبتمبر) 2008 كتب عليها «ماريا كالكوت، صدقة الأمة التشيلية».

## أعمالها
- باسم ماريا غراهام:
  - رحلة إقامة إلى الهند (1812) - ترجم إلى الفرنسية عام 1818
  - ذكريات الحرب الفرنسية على إسبانيا - ترجم إلى الفرنسية عام (1816)
  - رسائل إلى الهند، مع رسومات وخارطة (1814)
  - ذكريات حياة نيكولا بواسي (1820) - ترجم إلى الفرنسية عام 1821
  - ثلاثة أشهر مرت في الجبال شرقيّ روما، خلال عام 1819 (1820) - ترجم إلى الفرنسية عام 1822
  - نشرة الإقامة في تشيلي خلال عام 1822; ورحلة من تشيلي إلى البرازيل عام 1823 (1824)
  - نشرة رحلة إلى البرازيل، والإقامة هناك خلال أجزاء من الأعوام 1821، 1822، 1823 (1824)
  - رحلة إتش إم إس بلوند إلى جزر ساندويش في الأعوام 1824-1825 - (1826)
- باسم ماريا كالكوت، أو ليدي كالكوت:
  - تاريخ موجز لإسبانيا (1828)
  - Description of the chapel of the Annunziata dell'Arena; or, Giotto's chapel in Padua (1835)
  - تاريخ موجز لبريطانيا(1835)
  - Histoire de France du petit Louis (1836)
  - مقالات في تاريخ الرسم (1836)
  - حارقات الأجمة الصغيرة، حكاية؛ وأيام السبت الأربعة لماري (1841)
  - عشبة الكتاب المقدس (1842)

## وصلات خارجية
- مؤلفات Maria Callcott في مشروع غوتنبرغ
- أعمال أو نبذة عن Maria Callcott على أرشيف الإنترنت
- Journal of a Residence in Chile During the Year 1822 at أرشيف الإنترنت
- Facsimile online version of Journal of a Voyage to Brazil - with her illustrations Retrieved 27 January 2006
- "مادة ماريا غراهام في الأرشيف الوطني البريطاني".
- Paper by Dr. Martina Kölbl-Ebert about Maria Callcott's geological debacle Retrieved 8 September 2008
- The Maria Graham Project Website at Nottingham Trent University This site provides various resources and documents relating to Graham. Retrieved 27 March 2009